# NGC 719
NGC 719 je čočková galaxie v souhvězdí Berana. Její zdánlivá jasnost je 13,5m a úhlová velikost 1,4′ × 1,1′. Je vzdálená 413 milionů světelných let, průměr má 170 000 světelných let. Galaxii objevil 24. listopadu 1861 Heinrich Louis d’Arrest. Pozdější pozorovní  Stéphana Javellea této galaxie z 18. ledna 1896 katalogizoval John Dreyer do Index Catalogue, dodatku katalogu NGC, jako IC 1744.